# Manel Appiani
Manel Appiani (Pisa, vers 1380 - Piombino, 1457), fill de Jaume I Appiani, fou comte palatí del sacre imperi el 27 de desembre de 1441, i senyor de Piombino, Scarlino, Populonia, Suvereto, Buriano, Abbadia al Fango, Vignale i de les illes d'Elba, Montecristo, Pianosa, Cerboli i Palmaiola el 19 de febrer de 1451.
Capità de cavalleria de Florència el 1453. Va morir el 15 de febrer de 1457. Estava casat des del 1445 amb Colia de Judicibus suposada filla de Joan de Judicibus, però en realitat filla natural del rei Alfons V de Catalunya-Aragó, que va morir vers el 1473. Va deixar dos fills naturals: Jaume III Appiani d'Aragona (legitimat) i Jaume Victorí, bisbe de Gravina (1473) i protonotari apostòlic (1450) mort a Gravina el 1484.

## Ligações externas
- 1000 anos das famílias «de Judicibus» e «Giliberti» Biografia de Colia